# Freedom Schools
Les Freedom Schools sont des écoles temporaires, alternatives et gratuites pour les Afro-Américains, principalement dans le Sud. Ils faisaient à l'origine partie d'un effort national pendant le Civil Rights Movement pour organiser les Afro-Américains afin de réaliser l'égalité sociale, politique et économique aux États-Unis. L'exemple le plus frappant des écoles de la liberté a été au Mississippi au cours de l'été 1964.

## Origines
Malgré la décision de la Cour suprême de 1954 dans Brown v. Board of Education mettant en cause les systèmes scolaires ségrégués, au milieu des années 1960, le Mississippi conserve des systèmes scolaires blancs et « colorés » séparés et inégaux. En moyenne, l'État dépense 81,66 $ pour éduquer un étudiant blanc contre seulement 21,77 $ pour un enfant noir. Le Mississippi était l'un des deux seuls États de l'Union à ne pas avoir de loi sur l'éducation obligatoire et de nombreux enfants des zones rurales sont envoyés travailler dans les champs et reçoivent peu d'éducation. Même le programme était différent pour le blanc et le noir. À titre d'exemple, le conseil scolaire blanc du comté de Bolivar exige que « ni les langues étrangères ni l'éducation civique ne soient enseignées dans les écoles noires. L'histoire américaine de 1860 à 1875 ne sera pas non plus enseignée ».
À la fin de 1963, Charles E. Cobb Jr, militant du Comité de coordination des étudiants non-violents (SNCC), propose à l'organisation de parrainer un réseau d'« écoles de la liberté », inspiré par des exemples du concept utilisé précédemment dans d'autres villes. Au cours de l'été 1963, le conseil scolaire du comté de Prince Edward en Virginie avait fermé les écoles publiques plutôt que de les intégrer après avoir été poursuivi dans une affaire après Brown v. Board of Education, de là, les Freedom Schools émergent. En septembre 1963, environ 3 000 étudiants participent à une manifestation Stay Out for Freedom à Boston, optant pour des écoles de la liberté organisées par la communauté. Le 22 octobre 1963 se déroule un évènement connu sous le nom de Freedom Day. Plus de 200 000 élèves boycottent les écoles publiques de Chicago pour protester contre la ségrégation et les mauvaises conditions scolaires. Par la suite, le 3 février 1964, lors d'une manifestation similaire, plus de 400 000 élèves participent au boycott des écoles publiques de la ville de New York dans ce qui était une des plus grandes manifestations des droits civiques des années 1960.

## Mississippi
Les Mississippi Freedom Schools sont développées dans le cadre du projet des droits civiques de Freedom Summer 1964, un effort massif axé sur les campagnes d'inscription des électeurs et l'éducation des étudiants du Mississippi. Le Council of Federated Organizations(COFO), une organisation faîtière de défense des droits civiques composée de militants et de fonds provenant du SNCC, du CORE, du NAACP et du SCLC, entre autres, coordonne le Freedom Summer.